# Anamaria Vartolomei
Anamaria Vartolomei est une actrice franco-roumaine, née le 9 avril 1999 à Bacău (Roumanie).
Après plusieurs seconds rôles,  elle  est révélée par son interprétation d'Anne Duschesne dans le film L'Événement (2021) d'Audrey Diwan, adaptation cinématographique de l'écrivaine Annie Ernaux et succès critique important, qui remporte le Lion d'or à la Mostra de Venise. Elle remporte pour ce rôle le Lumière de la meilleure actrice et le César de la meilleure révélation féminine en 2022. 
Elle apparaît en 2024, dans le rôle d'Haydée, dans la superproduction Le Comte de Monte-Cristo de Matthieu Delaporte et Alexandre de La Patellière.

## Biographie

### Jeunesse et formation
Née le 9 avril 1999 à Bacău (Roumanie), Anamaria Vartolomei est de nationalité franco-roumaine.
Alors qu'elle a 2 ans, ses parents émigrent en France pour « lui offrir un meilleur avenir ». Elle est alors confiée à ses grands-parents et ne rejoint ses parents, installés à Pantin, qu'à l'âge de 6 ans. Son père est à l'époque ouvrier dans le bâtiment et sa mère, qui était infirmière diplômée en Roumanie, fait des ménages.
Vartolomei est inscrite à un cours de théâtre, activité extrascolaire de son école primaire d’Issy-les-Moulineaux. Cette expérience lui donne le goût du jeu et ses parents l'encouragent dans cette voie. Alors que son père travaille sur un chantier dans l'appartement d'une comédienne, celle-ci lui indique l'existence d'un site de sélection d’acteurs.

### Carrière de comédienne

#### Débuts dans des seconds rôles
En 2011, la jeune Vartolomei participe à la sélection des acteurs du film My Little Princess. À l'âge de dix ans et demi, elle est choisie parmi 500 candidates pour interpréter l'un des deux rôles principaux aux côtés d'Isabelle Huppert. Cette expérience marque son début au cinéma. Son personnage est fortement inspiré de l'enfance de la réalisatrice, Eva Ionesco. Ce premier rôle vaut à la fillette une nomination pour le prix Lumière de la révélation féminine. 
Elle est, à cette époque, embauchée pour la communication publicitaire de la marque d'accessoires Maison Michel, filiale de Chanel. 
Elle joue ensuite des rôles secondaires dans des films comme Jacky au royaume des filles (2014) ou L'Idéal (2016). En 2017, elle incarne Louise-Élisabeth d'Orléans, l'un des principaux personnages de L'Échange des princesses.

#### Révélation cinématographique
En 2021, Anamaria Vartolomei tient le rôle principal du film L'Événement, réalisé par Audrey Diwan, qui remporte le Lion d'or à la Mostra de Venise. Elle y incarne une jeune femme qui tombe enceinte et souhaite avorter. Le film est une adaptation du roman éponyme semi-autobiographique de l'écrivaine française Annie Ernaux. La critique salue sa prestation : le quotidien Le Monde la qualifie, par exemple, d'« exceptionnelle » et Slate l’estime « spectaculaire ». Ce succès l'impose comme l'une des jeunes actrices françaises prometteuses de sa génération. Pour ce rôle, elle reçoit en 2022 le Lumière de la meilleure actrice puis le César de la meilleure révélation féminine.
Elle joue ensuite dans le film de science-fiction L'Empire, de Bruno Dumont, elle y partage l'affiche avec Fabrice Luchini, Camille Cottin et Lyna Khoudri, avant d'interpréter le rôle de la comédienne Maria Schneider dans le film biographique Maria, présenté au festival de Cannes, qui revient sur le tournage difficile du Dernier Tango à Paris de Bernardo Bertolucci.
En 2024, elle est l'une des têtes d'affiche du film de cape et d'épée Le Comte de Monte-Cristo. Elle joue également le rôle d'Isabelle de Merteuil dans la série télévisée Merteuil, sous la direction de Jessica Palud.
La même année, elle est membre du jury du court métrage au festival Premiers Plans d'Angers.

## Filmographie
Sauf indication contraire, les informations mentionnées dans cette section peuvent être confirmées par les bases de données cinématographiques  présentes dans la section « Liens externes ».

### Cinéma

#### Longs métrages

##### Années 2010
- 2011 : My Little Princess d'Eva Ionesco : Violetta Giurgiu
- 2014 : Jacky au royaume des filles de Riad Sattouf : Zonia, l'aide de camp de la Colonelle
- 2016 : Ma révolution de Ramzi Ben Sliman : Sygrid
- 2016 : L'Idéal de Frédéric Beigbeder : Lena
- 2016 : Éternité de Trần Anh Hùng : Margaux (17-19 ans)
- 2017 : Le Semeur de Marine Francen : Joséphine
- 2017 : L'Échange des princesses de Marc Dugain : Mademoiselle de Montpensier (Louise-Élisabeth)

##### Années 2020
- 2020 : La Bonne Épouse de Martin Provost : Albane
- 2020 : Just Kids de Christophe Blanc : Lisa
- 2021 : L'Événement d'Audrey Diwan : Anne
- 2022 : Méduse de Sophie Lévy : Clémence[12]
- 2024 : L'Empire de Bruno Dumont : Jane
- 2024 : Maria de Jessica Palud : Maria Schneider
- 2024 : Le Comte de Monte-Cristo de Matthieu Delaporte et Alexandre de La Patellière : Haydée
- 2024 : Traffic (Reostat) de Teodora Ana Mihai : Natalia
- 2025 : Mickey 17 de Bong Joon-ho : Kai Katz
- 2025 : L'Intérêt d'Adam de Laura Wandel : Rebecca
- Prévu en 2026 : De Gaulle d'Antonin Baudry : Livia[réf. nécessaire]
- En projet : Les Yeux Verts de Fanny Liatard et Jérémy Trouilh

#### Courts métrages
- 2014 : C comme Couteau d'Amandine Maugy : Bianca
- 2015 : Deux rivages de Diana Munteanu : Alexandra
- 2019 : Sororelle de Frédéric Even et Louise Mercadier : voix d’Émilie
- 2019 : Poseur de Margot Abascal : l'une des modèles

### Télévision
- Prévu en 2025 : Merteuil (série télévisée) de Jessica Palud : Isabelle de Merteuil

## Distinctions
Sauf indication contraire, les informations mentionnées dans cette section peuvent être confirmées par les bases de données cinématographiques  présentes dans la section « Liens externes ».

### Récompenses
- Festival international du film de Mumbai 2011 : meilleure actrice, ex æquo avec Isabelle Huppert, pour My Little Princess
- Festival du premier film francophone de La Ciotat 2012 : prix d'interprétation féminine pour My Little Princess[13]
- Lumières 2022 : meilleure actrice pour L'Événement
- César 2022 : meilleure révélation féminine pour L'Événement
- Festival international du film de Dublin : meilleure actrice pour L'Événement
- Berlinale 2022 : Shooting Stars de la meilleure jeune actrice
- Festival international du film de Tokyo 2024 : meilleure actrice pour Traffic

### Nominations
- Lumières 2012 : meilleur espoir féminin pour My Little Princess
- Lumières 2025 : meilleure actrice pour Maria

#### Sites d'agences
- Anamaria Vartolomei sur agencesartistiques.com
- Anamaria Vartolomei sur ubba.eu

#### Bases de données et notices
- Ressources relatives à l'audiovisuel :   - Allociné
  - César du cinéma
  - Ciné-Ressources
  - IMDb
  - Unifrance
- Notices d'autorité :   - VIAF
  - ISNI
  - BnF (données)
  - IdRef
  - GND
  - Israël